# Vrienden van het Concertgebouw en het Koninklijk Concertgebouworkest
De Vereniging Vrienden van het Concertgebouw en het Koninklijk Concertgebouworkest is een Nederlandse culturele vereniging met ruim 16.000 leden. De Vrienden steunen sinds de oprichting in 1934 het Concertgebouw in Amsterdam en het Koninklijk Concertgebouworkest bij het realiseren van hun artistieke ambities en vormen een schakel tussen het concertpubliek en de uitvoerenden. De Vereniging is uitgever van het programmablad Preludium en kent sinds 1949 de Vriendenkrans toe aan veelbelovende jonge musici. De Vrienden namen in 1994 het initiatief voor de oprichting van jongerenvereniging Entrée die inmiddels bestaat uit ruim zevenduizend leden in de leeftijd tot vijfendertig jaar.

## Geschiedenis

### Olympisch Stadionconcert 1934
Op 2 juni 1934 werd in het Olympisch Stadion een ‘monsterconcert’ georganiseerd van het Concertgebouworkest en het Residentie Orkest onder leiding van Willem Mengelberg en Peter van Anrooy. Medewerkenden waren het Amsterdams Toonkunstkoor, de Koninklijk Christelijke Oratorium Vereniging 'Excelsior', de Rooms-Katholieke Oratorium Vereniging en een twaalftal Nederlandse solisten, onder wie Jo Vincent als eerste sopraan. Het programma bestond uit Preludium over het oude Wilhelmus van Willem Mengelberg, de Piet Hein-rapsodie van Peter van Anrooy, Wagners Voorspel tot die Meistersinger von Nürnberg en de Negende Symfonie van Ludwig van Beethoven. 
Van Anrooy, dirigent van het Residentie Orkest, leidde zijn eigen compositie, Mengelberg nam de overige werken voor zijn rekening.
Het concert was, ondanks de akoestische beperkingen, een succes en werd door ongeveer dertigduizend bezoekers - onder wie Prinses Juliana en H.P. Marchant, minister van Onderwijs, Kunsten en Wetenschappen - uit het gehele land bezocht.
Doel van dit evenement was het ondersteunen van de pensioenfondsen van beide orkesten en het genereren van publiciteit omdat het concertbezoek door de crisis schrikbarend was teruggelopen en het Concertgebouw (en het daarbij behorende orkest) in grote financiële nood verkeerde. 

### Oprichting
Om een vervolg te geven aan deze eenmalige gebeurtenis werd direct erna op 27 juli 1934 de Nederlandse Vereeniging Concertgebouw-Vrienden opgericht met als voorzitter de drijvende kracht achter het Stadionconcert, Ir. J.A. Josephus Jitta.
Op 27 september 1934 vond in de Kleine Zaal van het Concertgebouw een eerste propagandabijeenkomst plaats, met toespraken van de voorzitter van het Concertgebouw, Dr. H.P. Heineken, de artistiek leider van Het Concertgebouw, Dr. Rudolf Mengelberg, en Ir. J.A. Josephus Jitta. Muzikale medewerking werd verleend door een ensemble uit het Concertgebouworkest, bestaande uit het pianotrio Louis Zimmerman (viool), Marix Loevensohn (cello) en Eduard van Beinum (piano).

### 1934-1944
In de jaren tot de Tweede Wereldoorlog ontwikkelde de Vereniging een scala van activiteiten om het concertbezoek te bevorderen en de band met het concertpubliek te versterken. In 1935 werd meegewerkt aan het Nederlandsch Muziekfeest ter gelegenheid van het veertigjarige jubileum van Willem Mengelberg als dirigent van het Concertgebouw. In hetzelfde jaar verschenen op initiatief van de Concertgebouw-Vrienden de eerste Zomerzegels ten bate van culturele en sociale instellingen, waaronder het Concertgebouworkest. De zegels tonen Alphons Diepenbrock en Jan Pieterszoon Sweelinck. In 1938 verscheen de eerste aflevering van het Concertgebouw-Nieuws - voorloper van Preludium -, met een concertagenda en verdiepende artikelen en foto's. De Vereniging organiseerde tot eind 1944 Vriendenavonden waaraan werd meegewerkt door prominente musici als de Zwitserse dirigent Ernest Ansermet, Felix de Nobel, Jo Vincent, George van Renesse, Rosa Spier, Arthur Honegger, Eduard van Beinum, Gerard Hengeveld, Marius Flothuis, Willem Andriessen en Hendrik Andriessen. Vanaf 1941 nam het aantal opzeggingen toe vanwege het verbod om lid te zijn van een vereniging zonder economisch doel. Twee bestuursleden - W.A. (Wim) van Leer en mevrouw H. van Rijn van Alkemade-de Hartogh - trokken zich in 1941 terug toen de joodse orkestleden moesten vertrekken. De oprichter en eerste voorzitter (1934-1938) van de Vereniging, Josephus Jitta, stelde in 1941 zijn erelidmaatschap ter beschikking. Hij kwam met zijn vrouw om in een Duits concentratiekamp.

### 1945-1982
Direct na de oorlog werden de activiteiten van de Vereniging voortvarend opgepakt onder leiding van voorzitter Herman van den Eerenbeemt (1938-1951†). In 1947 verscheen de eerste aflevering van Preludium, en in 1949 werd naar een idee van Johan Rahusen en Willem Andriessen de eerste Vriendenkrans uitgereikt aan de pianisten Gérard van Blerk, Theo Bruins en violist Bouw Lemkes. De Vriendenkrans - later tot 1998 Zilveren Vriendenkrans genaamd - is sindsdien uitgereikt aan ruim honderdvijftig jonge musici.
In 1952 kreeg artistiek leider Rudolf Mengelberg ten gevolge van zijn zestigste verjaardag een naar hem vernoemd Fonds aangeboden, met als doel ‘het verstrekken van financiële steun aan oud-leden van het orkest en personeel van het Concertgebouw, van wie een aantal door de stijging van de kosten voor levensonderhoud in uiterst moeilijke omstandigheden verkeert.’ De Vereniging organiseerde ten behoeve van de pensioenfondsen tot eind jaren zestig gala's en concerten met medewerking van o.a. Yehudi Menuhin en Rafael Kubelik (1950), Josef Krips (1953), Pierre Monteux (1962). In 1963 volgde de oprichting van de Stichting Donateurs van het Concertgebouworkest om extra particuliere donaties te organiseren vanwege de dreigende bezuinigingen en slechte salarisomstandigheden. 
Op initiatief van de Vrienden werd in 1968 de actie ‘Tachtig jaar Concertgebouworkest in het Concertgebouw’ georganiseerd, die samen met enkele kleinere campagnes voldoende geld moest opbrengen voor het onderhoud en modernisering (verlichting) van de Grote zaal van het Concertgebouw. Het laatste concertgala in 1969 vormde een combinatie van licht en klassiek, met onder anderen Emmy Verhey en Christiaan Bor, Wim Kan, Fred Kaps, Liesbeth List, het Cocktail Trio, Tobi Rix, Boudewijn de Groot, Jasperina de Jong, Gerard Cox, Trio Pim Jacobs, Rogier van Otterloo en Leen Jongewaard. Het Concertgebouworkest stond onder leiding van Bernard Haitink.
In de jaren zeventig nam het ledenaantal geleidelijk af en bleven de activiteiten beperkt tot de Vriendenkrans en het organiseren van gespreksavonden met beroemde musici, in combinatie met muzikale uitvoeringen. Deelnemers aan deze avonden waren onder anderen Arthur Rubinstein, Hans Henkemans, Bernard Haitink, David Oistrach, Nikolaus Harnoncourt, Herman Krebbers, Colin Davis, Eugen Jochum, Phia Berghout, Carlo Maria Giulini en Leonard Bernstein.

### 1982-heden
Begin jaren tachtig werden de activiteiten van de Nederlandsche Concertgebouw-Vrienden en de Donateurs (tot 1991) samengevoegd om een krachtiger ondersteuning van Gebouw en Orkest mogelijk te maken. De gereorganiseerde vereniging kreeg de huidige naam en een nieuw bestuur onder leiding van bankier Wim Scherpenhuijsen Rom. De eerste actie betrof de organisatie van de particuliere fondsenwerving ten behoeve van de renovatie van het Concertgebouw in 1986-88. Deze actie voor de Stichting Steun het Concertgebouw bracht ruim 4 miljoen gulden op. De Vereniging droeg daarna bij aan de viering van het Eeuwfeest in 1988, en organiseerde in dat jaar het officiële afscheid van Bernard Haitink als chef-dirigent van het inmiddels Koninklijk Concertgebouworkest. W.E. Scherpenhuijsen Rom werd in 1988 opgevolgd door Ruud van Ommeren, onder wiens bestuur de activiteiten werden aangepast aan de tijd, en het ledenaantal groeide tot ca. 11.500 in 1997.
In 1994 werd mede op initiatief van Van Ommeren en Martijn Sanders jongerenvereniging Entrée opgericht. In 2008 fuseerde het Vriendenkrans Concours met concertserie Het Debuut tot het Vriendenkrans Concours/Het Debuut (VKHD), een pre-Nederlandse Muziekprijs-ontwikkelingstraject van ruim anderhalf jaar voor zeer getalenteerde jonge musici. Deze prijs werd later hernoemd naar Dutch Classical Talent.

### 75 jaar
In 2009 bestond de vereniging 75 jaar. Dit jubileum werd samen met het 15-jarig jubileum van Entrée gevierd met een reeks speciale jubileumactiviteiten.

### Voorzitters sinds 1934
- 1934-1938: Ir J.A. Josephus Jitta
- 1938-1951†: H. van den Eerenbeemt
- 1951-1952: mw. E.G Honig-Prinsse, a.i.
- 1952-1959: Mr. W.F. Schokking
- 1959-1963: Jhr. Ir. E.O.E. Prisse
- 1963-1983: Mr. F. Horsman
- 1983-1988: Wim Scherpenhuijsen Rom
- 1988-1997: Drs R. van Ommeren
- 1997-2002: Alexander Rinnooy Kan
- 2002-2010: Gerlach Cerfontaine
- 2010-2017: Ir. Bert Meerstadt
- 2017-heden: Drs. Willemijn Maas